# Fiat 242
Fiat 242 foi uma van produzida pela Fiat na década de 1970. Essa van foi o resultado de uma cooperação com a Citroën e foi vendida com o nome de Citroën C35 na França. Ambos os veículos foram produzidos na Itália até 1987, e na França pela Chausson, quando a Fiat descontinuou a 242.